# Jakubova Voľa
Jakubova Voľa este o comună slovacă, aflată în districtul Sabinov din regiunea Prešov. Localitatea se află la altitudinea de 375 m deasupra n.m., se întinde pe o suprafață de 5,77 km2 și în 2017 număra 407 locuitori. Se învecinează cu Rožkovany, Červenica pri Sabinove, Uzovské Pekľany, Uzovský Šalgov și Pečovská Nová Ves.

## Istoric
Localitatea Jakubova Voľa este atestată documentar din 1315.

## Demografie
| An:                | 1994 | 2004   | 2014   | 2024   |
| ------------------ | ---- | ------ | ------ | ------ |
| Număr de persoane: | 407  | 394    | 420    | 397    |
| Diferență:         |      | −3,19% | +6,59% | −5,47% |

| An:                | 2023 | 2024   |
| ------------------ | ---- | ------ |
| Număr de persoane: | 393  | 397    |
| Diferență:         |      | +1,01% |